# Biodinamička poljoprivreda
Biodinamička poljoprivreda ili biološko-dinamička poljoprivreda  je vid poljoprivrede temeljen na idejama Rudolfa Steinera.
Biodinamička poljoprivreda začeta je nizom predavanja održanim 1924. na imanju Schloss u Koberwitzu, u tadašnjoj Njemačkoj, u današnjoj Poljskoj.  Utemeljitelj antropozofije ova predavanja održao je poljoprivrednicima, članovima antropozofskog društva.

## Načela
Osnovna Steinerova teza je postojanje „životne snage“ u poljoprivrednim kulturama i tlu, kao i u mineralima i kemijskim elementima, koji utječu na živa bića. Čovjek putem ovako uzgojene hrane u organizam unosi „kozmičke sile“ koje imaju svoje djelovanje na biljke i životinje. Zvijezde navodno imaju svoje međudjelovanje na Zemlju i na pojave na zemlji posredno preko planeta.
Steiner opisuje specifične načine gnojidbe, koji trebaju potaknuti ispravnu vezu kozmičkog i hranidbenog. Iako se navedene „snage“ i „sile“ ne mogu znanstveno utvrditi ni izmjeriti,
 biodinamička poljoprivreda,  je pozitivno prihvaćena u praksi, kao poseban oblik ekološke poljoprivrede. Rudolf Steiner je smatrao da je hranjivost živežnih namirnica u padu, tvrdeći da mineralna gnojiva i pesticidi „oduzimaju životnost bilju.“ 
Na ovom predavanju dane su upute za izradu biodinamičkih pripravaka, koje su kasnije razvijali i primjenjivali naprije sami antropozofi, a kasnije i svi ostali. Ovi pripravci, namijenjeni uglavnom gnojidbi i zaštiti od nametnika, izrađuju se od isključivo prirodnih materijala i imaju specifičan način izrade.
Uskoro nakon ovih predavanja u Koberwitzu je osnovana skupina pod nazivom Pokusni krug antropozofskih poljoprivrednika, za ispitivanje zacrtanih smjernica i načela. Savez Demeter je udruga osnovana 1928., koja izdaje licence za farme i proizvode koji slijede biodinamičku metodu.  
Nekoliko godina nakon kobervickog tečaja biološko-dinamički pokret počeo se širiti i izvan Njemačke u ostale europske zemlje, i u ostatak svijeta.
Njemački antropozofi Maria Thun i Matthias K. Thun, čitavu su drugu polovicu dvadesetog stoljeća razvijali i istraživali osnovne postavke biološko dinamičke poljoprivrede. Pokusno su vršili sjetvu i sadnju u vremenskom skladu s kretanjima i pozicijama zvijezda u odnosu na planete.  Na ovaj način su uspostavili određene zakonitosti. Proučavali su hranjivost, okus te kakvoću hrane. Dalje su razvili i konkretno ispitali Steinerovu tvrdnju o utjecaju nebeskih tijela na pojedine dijelove biljke. Na temelju dobivenih rezultata svake se godine objavljuje sjetveni kalendar, s raznim uputama za sve grane poljoprivrede, osobito za pogodno vrijeme sjetve i sadnje.
Biodinamičko gospodarstvo funkcionira kao zaseban samodostatan organizam. Biodinamičke proizvode certificira Demeter; postoje i druge licence, ali ih može certificirati i bilo koja organizacija za certificiranje ekoloških proizvoda.

## Biološko-dinamička poljoprivreda u Hrvatskoj
Sredinom devedesetih djelovalo je društvo s namjerom njegovanja biodinamičke poljoprivrede, koje je kasnije preraslo u istoimenu udrugu za ekološku poljoprivredu i razvitak sela. 
U Čakovcu od 1. rujna 2001. godine djeluje društvo za biodinamičko gospodarjenje Čakovec, prvo biodinamičko društvo na području Hrvatske, a od 2005. godine i još jedno. Početkom 2011. godine registrirano je društvo  - udruga za istraživanje, promicanje i razvoj biodinamičke poljoprivrede. 
Jedan je centar osnovan 2008. godine u Donjem Kraljevcu. Osnovni cilj je organizacija predavanja, radionica i seminara iz svih područja Steinerovog djelovanja pa i biološko-dinamičke poljoprivrede.

## Vanjske poveznice
- Sjetveni kalendar na Živiselo.com
- Živa zemlja  Arhivirana inačica izvorne stranice od 9. veljače 2010. (Wayback Machine)
- Sjetveni priručnik Marie Thun
- Na rubu znanosti - Biodinamička poljoprovreda
- Demeter Njemačka
- Demeter Slovenija  Arhivirana inačica izvorne stranice od 12. travnja 2018. (Wayback Machine)
- Katedra za ekološku poljoprivredu univerziteta u Kasselu,Koordinacioni centar za biodinamičku poljoprivredu